# Fusão dentária

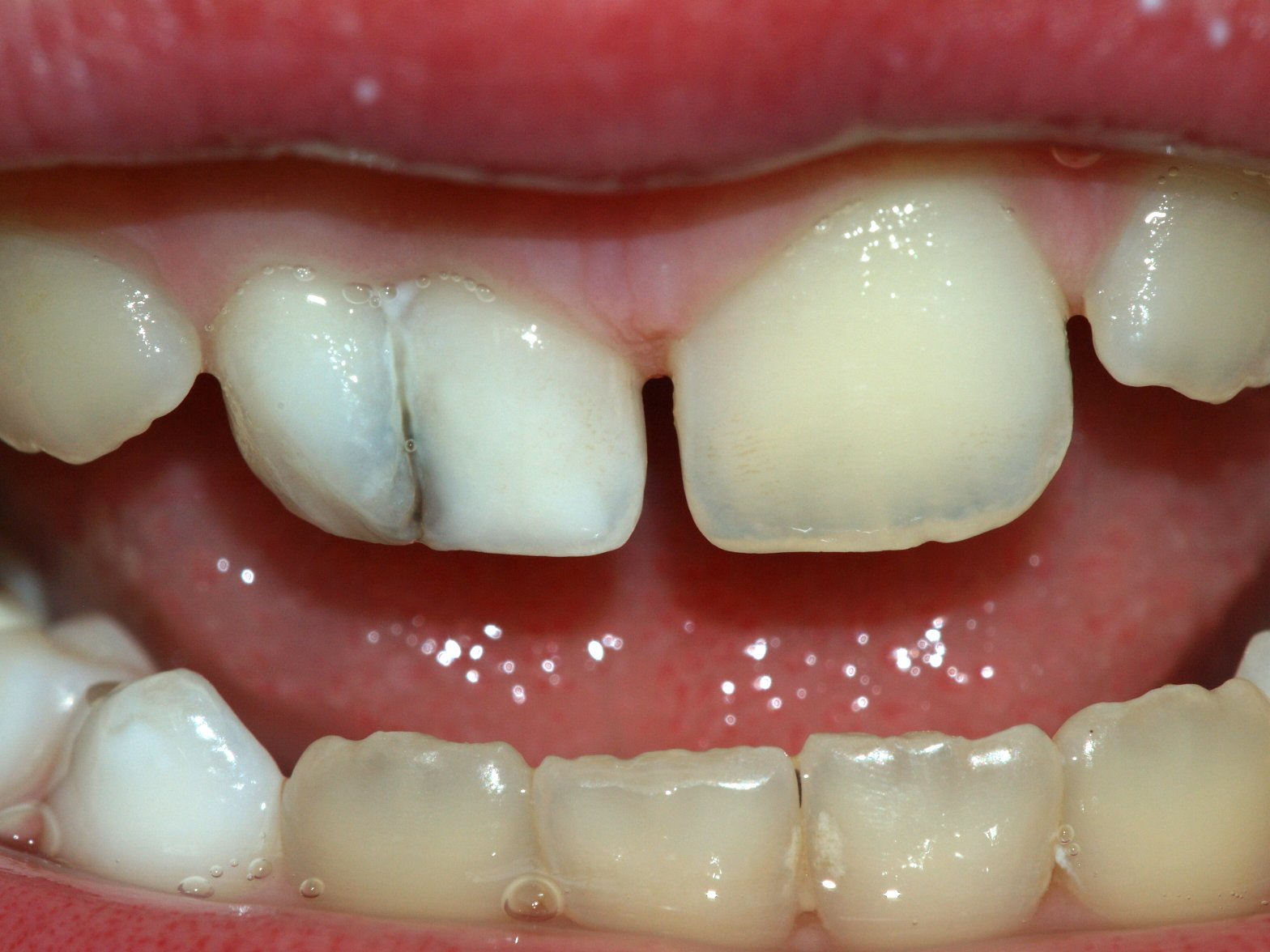
Fusão de dentes de leite.

Fusão dentária é a união ou fusão de dois ou mais dentes.
Durante a formação do órgão dental, que irá formar o dente, no futuro, podem ocorrer alterações, como por exemplo um trauma ou algumas congênitas e um ou mais dentes podem se fundir, causando uma alteração anatômica importante no elemento dental resultante.
A diferença entre a geminação e a fusão pode ser determinada pela contagem dos dentes: na fusão, dois dentes são unidos pela dentina e esmalte, e as polpas podem estar ou não unidas, na geminação, existe apenas uma polpa e uma raiz, então, se os dois dentes unidos forem contados como um, na fusão há uma redução no número de dentes na arcada, mas na geminação a contagem é normal.